# University of Papua New Guinea
University of Papua New Guinea – pierwszy uniwersytet w Papui-Nowej Gwinei. Utworzony został rozporządzeniem australijskiej administracji w 1965. Znajduje się w stolicy Prowincji Centralnej, Port Moresby.
Misja uczelni opiera się na zapewnieniu wysokiej jakości edukacji, badań i usług dla Papui-Nowej Gwinei.
Edukacja uniwersytecka w krajach rozwijających się jest podstawą niezbędną do rozwoju i rozkwitu w złożonym i dynamicznym środowisku, jakim jest Papua-Nowa Gwinea.
Uniwersytet posiada wykwalifikowanych wykładowców i ekspertów branżowych. Współpracuje z organizacjami badawczymi i innymi uniwersytetami światowej klasy.
Program nauczania UPNG zapewnia ok. 150 programów nauczania na wydziałach administracji, nauk humanistycznych i społecznych, prawa, medycyny i nauk o zdrowiu oraz nauk przyrodniczych i fizycznych. Programy te łączą silne podstawy teoretyczne z praktycznymi, analitycznymi i twórczymi umiejętnościami. Połączone są też z wiedzą o społeczeństwie i etyce.
Średnio 11–12 tysięcy studentów kształci się w ramach tych programów każdego roku.

## Wydziały
- School of Business Administration (SBA)[3]
- School of Humanities and Social Sciences[4]
- School of Law (SOL)[5]
- School of Medicine & Health Sciences[6]
- School of Natural & Physical Sciences[7]

## Kampusy
- Główny kampus znajduje się w dzielnicy Waigani, Port Moresby, Prowincja Centralna
- Medical Campus, Taurama, Prowincja Centralna
- Open College Campuses, w 20 z 21 prowincji[2]

## Absolwenci
- Vincent Eri, polityk i pisarz, piąty gubernator generalny Papui-Nowej Gwinei
- Frank Kabui, gubernator generalny Wysp Salomona
- Gordon Darcy Lilo, premier Wysp Salomona
- David Linge, syn Hosea Linge, jako pierwszy uzyskał tytuł doktora nauk biologicznych[8]
- Kalkot Mataskelekele, prezydent Vanuatu
- Rabbie Namaliu, premier Papui-Nowej Gwinei
- Cecilia Nembou, doktor matematyki, pierwsza kobieta, która została wicekanclerzem na UPNG[9]
- Peter O’Neill, premier Papui-Nowej Gwinei
- Paias Wingti, wicepremier Papui-Nowej Gwinei